# 하루 우라라
하루 우라라(일본어: 春 麗ラ: 1996년 2월 27일-)는 일본의 경주마다. 매우 부진한 성적 때문에 역설적인 인기를 얻었다. 통산전적 113전 무승 113패. 총 상금 112만 9000 엔. 성별은 암말.

## 생애
1996년 2월 27일 홋카이도 미츠이시정 우타후에의 노부타 목장에서 태어났다. 아비는 천황상과 야스다 기념 우승 경력이 있는 1류마 닙폰 테이오였고, 어미는 1991년생 히로인(ヒロイン )이었다. 사가는 사람이 없어 목장에서 계속 키우며 경주마로 육성하기로 했다.
1998년 11월 17일 고치현의 고치경마장에서 데뷔했으나 5필 중 5착, 즉 꼴찌를 했다. 이후 4년 반동안 매달 1-2회 꼴로 출주했으나 한 번도 이기지 못했다. 2004년 6월, 80번째 패배를 한 뒤 이 말의 사연이 언론을 타면서 패배자들의 별(일본어: 負け組の星 마케구미노 호시[*])이라는 별명으로 유명해졌다. 이 현상은 "하루 우라라 붐"이라고 불렸으며, 심지어 미국, 캐나다, 독일 등 해외에까지 보도되었다.
인기가 절정이던 2004년 3월 22일에는 1만 3000명 이상의 관중이 고치경마장에 모였고, 그 중 3000 명은 경주가 시작하기도 전에 경마장 밖에 진을 쳐서 경마장을 예정보다 30분 일찍 개장할 정도였다. 이 날 하루 우라라에게 총액 1억 2175만 1200 엔의 배당금이 걸렸는데, 100회 넘게 한 번도 1착을 하지 못한 말로서는 이례적인 액수였다. 전설적인 기수 타케 유타카를 섭외해 기승시켰으나 놀랍지 않게도 하루 우라라는 11필 중 10착하면서 106패를 더했다.
하루 우라라 붐 기간 중에는 하루 우라라를 사용한 장난감, 키링, 휴대전화 줄, 스티커, 도장, 기차표, 쌀, 소주, 모자, 티셔츠, 브래지어, 책, 가요, 영화 등 상품이 쏟아졌다. 당시 일본 총리 고이즈미 준이치로도 하루 우라라를 “패배해도 포기하지 않는 좋은 예시”라며, 단 한 번이라도 이기는 것을 보고 싶다고 말했다.
한 번도 이겨보지 못하고 2004년 8월 은퇴했다.

## 경주 성적
| 날짜 | 경마장 | 경기명 | 등급 | 트랙 | 배당 (인기 순위) | 순위 | 시간 | 기수 | 우승마 (2위마) |
| ---- | ------ | ------ | ---- | ---- | ---------------- | ---- | ---- | ---- | -------------- |

## 창작물
- 하루 우라라는 말인간 미소녀로 모에화되어 《우마무스메 프리티 더비》에도 등장한다.